# Modelli di filobus italiani

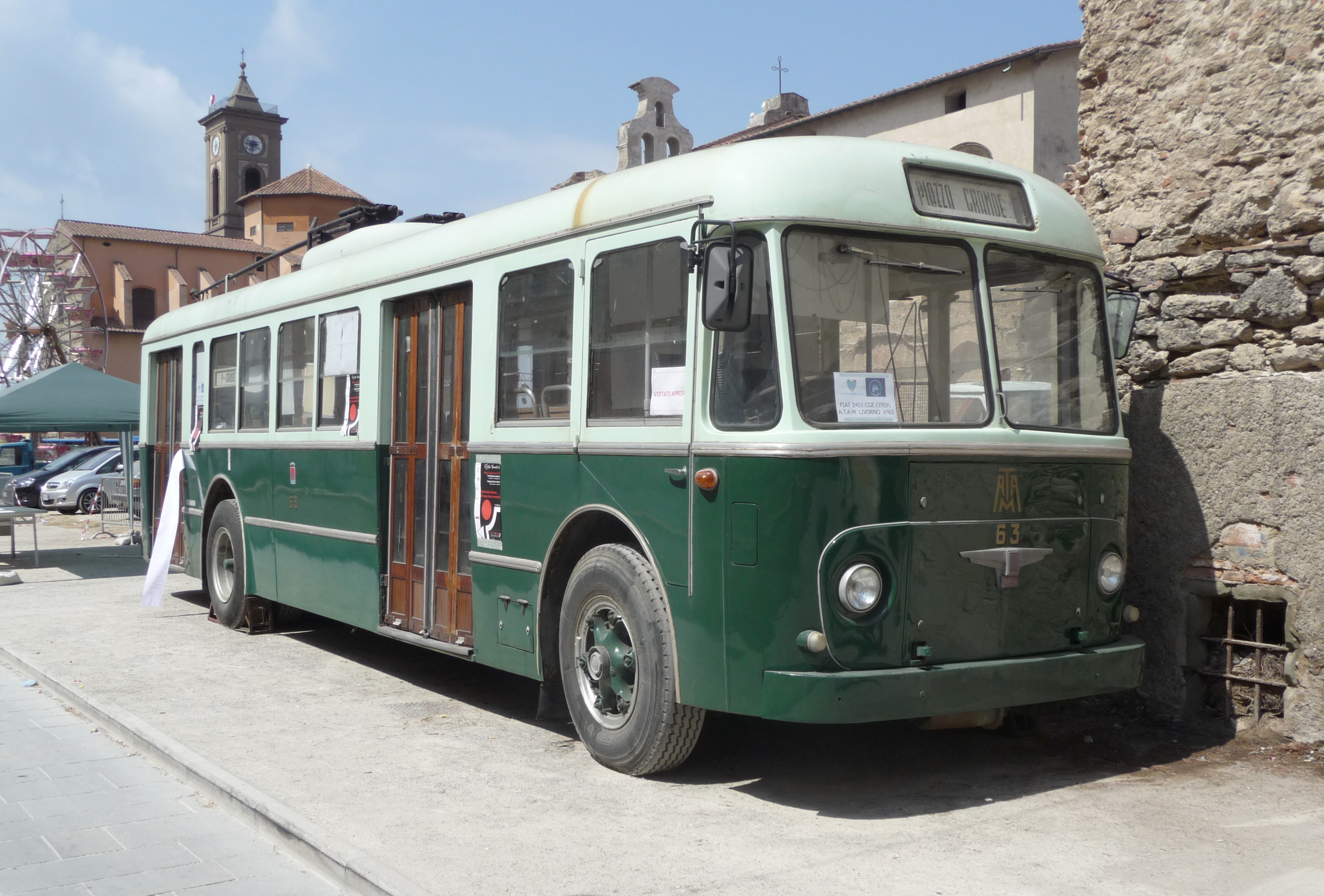
Filobus Fiat 2411 Cansa CGE n. 63 dell'ex ATAM di Livorno, restaurato

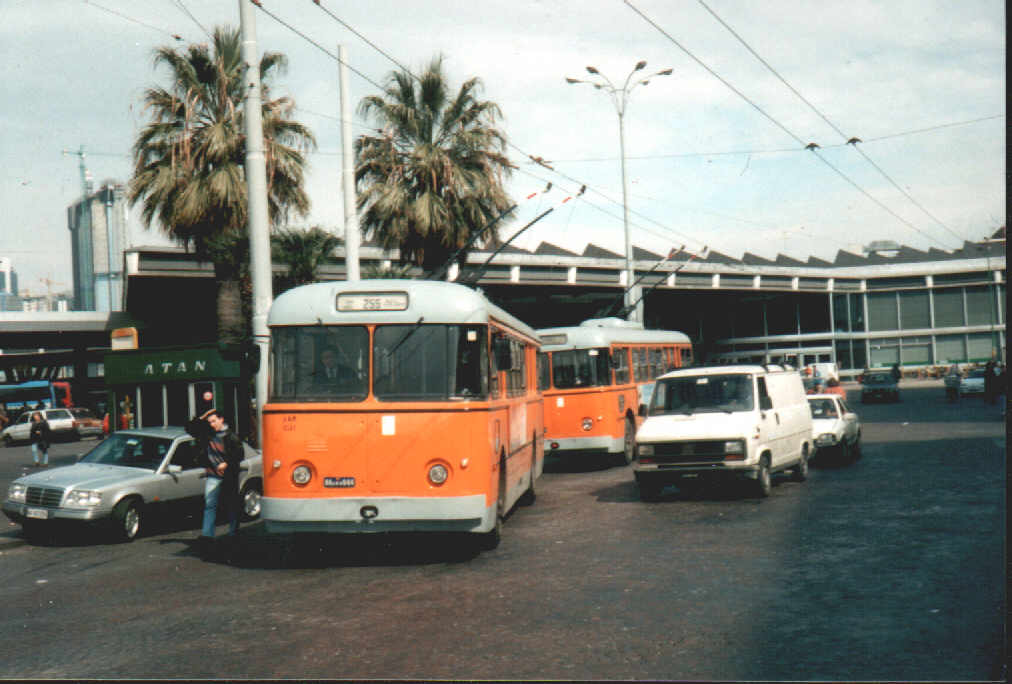
Filobus Alfa Romeo 1000 Aerfer n. 8044 fino al 2002 in servizio a Napoli

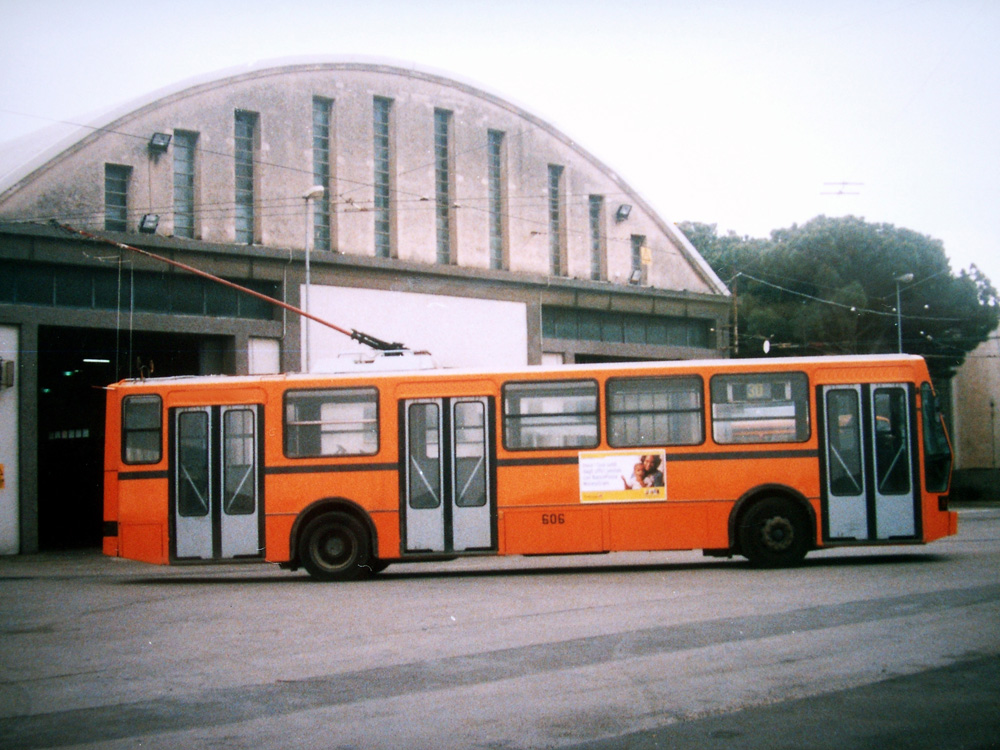
Filobus Inbus F140 quando prestava servizio a Cagliari

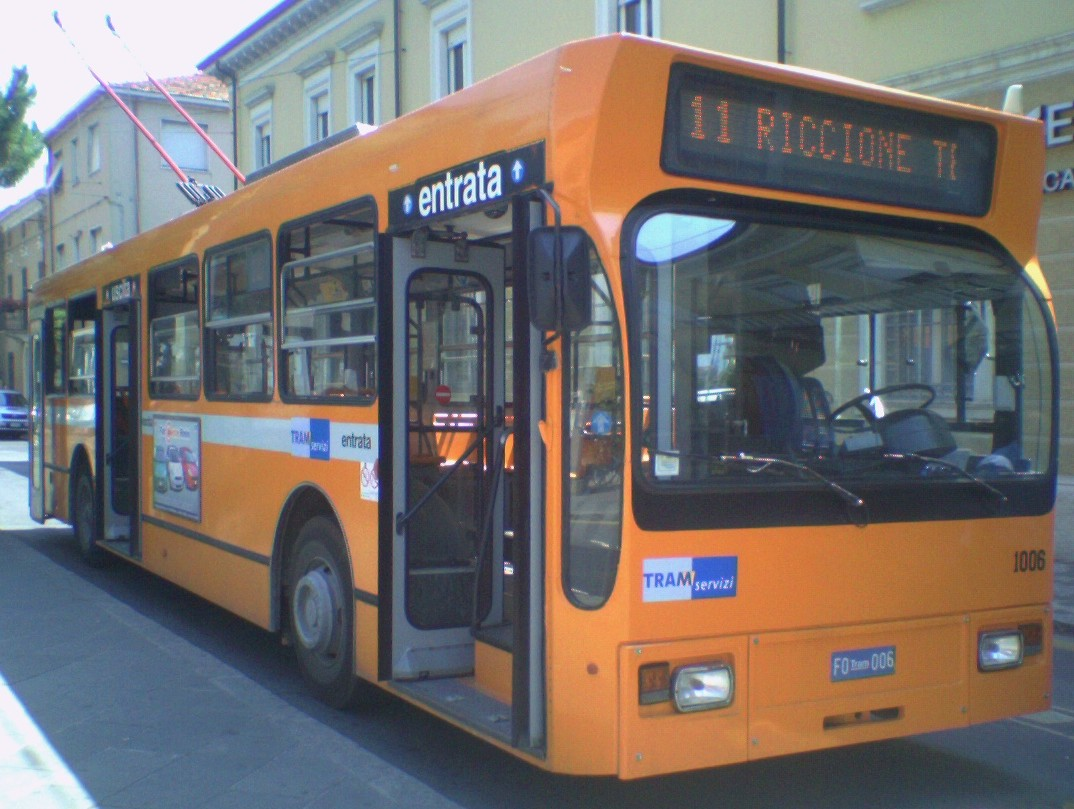
Filobus Volvo-Mauri B59 Ansaldo della TRAM Servizi n. 1006, in servizio sulla linea 11 a Rimini dal 1978 a settembre 2009

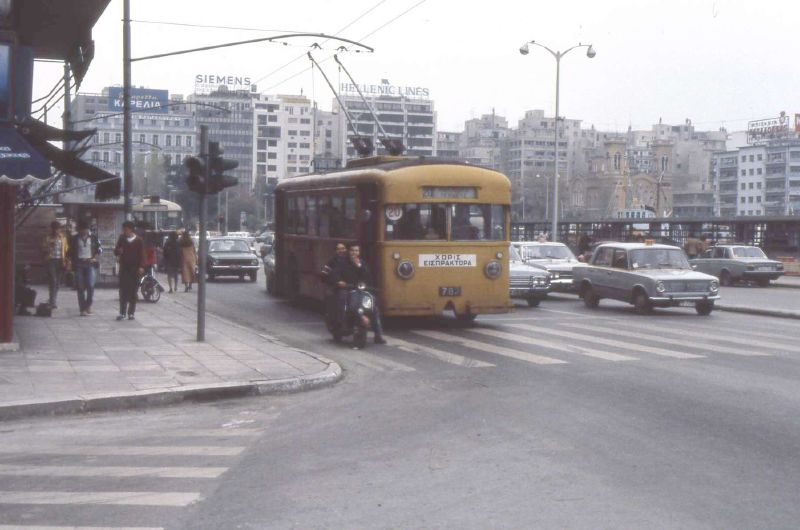
Filobus Fiat 656F n. 702 dell'ILPAP al Pireo sulla linea 20 nel 1981

Questa voce raccoglie i modelli di filobus italiani suddivisi per costruttore.

## Generalità
Nell'elencazione vengono riportate, nell'ordine, le ditte che realizzano la costruzione, la carrozzeria e l'equipaggiamento elettrico; quando la carrozzeria è autoportante sono indicate due sole aziende. In rari casi, come per l'Ansaldobreda, una sola industria produce ed assembla il filobus.
Tra parentesi sono inserite le città dove questi mezzi hanno circolato o circolano tuttora ed altre annotazioni.

## Alfa Romeo
- Alfa Romeo 85 AF Macchi Marelli/VAIF (Trieste)
- Alfa Romeo 110 AF Marelli Macchi (Palermo)
- Alfa Romeo 110 AF Varesina Breda (Milano)
- Alfa Romeo 140 AF Menarini (11 m., 3 assi; Bologna, Ancona)
- Alfa Romeo 140 AF Casaro CGE (Avellino, Firenze: in parte ceduti ad Atene)
- Alfa Romeo 140 AF Pistoiesi CGE (12 m, 3 assi: Salerno, Avellino)
- Alfa Romeo 140 AF Stanga TIBB (12 m, 3 assi: Trieste, Salerno)
- Alfa Romeo 140 AF C.R.D.A. TIBB (12 m, 3 assi: Trieste, Salerno)
- Alfa Romeo 140 AF SIAI Marchetti Ansaldo (12 m, 3 assi: Napoli ATAN)
- Alfa Romeo 140 AF SIAI Marchetti TIBB (12 m, 3 assi: Roma ATAC, Palermo)
- Alfa Romeo 140 AF SIAI Marchetti Marelli (12 m, 3 assi: Ancona FPAF, Napoli ATAN, Trieste)
- Alfa Romeo 140 AF Pistoiesi Ansaldo (12 m, 3 assi: Napoli ATAN)
- Alfa Romeo 140 AF Macchi-Baratelli (18 m, filotreno 4 assi: Ancona FPAF)
- Alfa Romeo 800 AF Garavini VAIF Marelli (Como, Trieste)
- Alfa Romeo 900 AF Piaggio Ansaldo (La Spezia, Palermo)
- Alfa Romeo 900 AF C.R.D.A. TIBB (Trieste, Salerno)
- Alfa Romeo 900 AF Pistoiesi Ansaldo (La Spezia)
- Alfa Romeo 900 AF Sirio Marelli (Napoli ATAN, Pavia)
- Alfa Romeo 900 AF Sirio CGE (Salerno)
- Alfa Romeo 910 AF Siccar CGE (3 porte, 2 assi: prototipo a Roma[1], poi andato a Venezia Lido insieme ad un secondo esemplare)
- Alfa Romeo 911 AF Aerfer FI 711 (11 metri, 2 porte: Napoli ATAN)
- Alfa Romeo 920 AF Menarini Ansaldo (Carrara)
- Alfa Romeo mille - Aerfer FI 711.2 OCREN (11 metri, 2 porte: Napoli ATAN, poi ANM e Napoli TPN, poi CTP)
- Alfa Romeo mille AF - Casaro Ansaldo (La Spezia)
- Alfa Romeo mille AF - Casaro CGE (ATM-Milano)
- Alfa Romeo mille AF - Casaro TIBB (ATM-Milano)

## AnsaldoBreda
- AnsaldoBreda F15 (Genova, Cremona, Bari)
- AnsaldoBreda F19 (Napoli)
- AnsaldoBreda F22 (Nancy) (Ancona)

## Bredabus
- Bredabus 4001 TIBB/ABB (12 metri, 4 porte: Bologna, La Spezia)
- Bredabus 4001 AEG (12 metri, 3 porte: Sanremo)
- Bredabus 4001 AEG (18 metri, 4 porte: Milano)
- Bredabus F 11: Ancona

## BredaMenarinibus
- BredaMenarinibus F321 Ansaldo (prototipo del 1997 18m 4 porte, provato a: Genova, Bologna, San Pietroburgo. Attualmente presso la sede Breda di Pistoia)
- BredaMenarinibus Avancity+ HTB 18m
- BredaMenarinibus F220LU

## Fiat
La denominazione dei filobus realizzati dalla Fiat si ricavava dai corrispettivi modelli di autobus, con la differenza che fino ai primi anni '50 si posponeva la lettera "F", successivamente si è anteposta la cifra "2".
- Fiat 461F Fiat Materfer CGE (3 esemplari: Torino)
- Fiat 467F Fiat Materfer CGE (3 esemplari: Cuneo)
- Fiat 488F Fiat Materfer CGE (2 porte: Venezia Mestre, Milano (1 esemplare)
- Fiat 635F Fiat Marelli (Cuneo)
- Fiat 635F Varesina Breda (Perugia 1946, 6 esemplari numerati 51 a 56) Il mezzo n. 51 ceduto nel 1987 al Museo Nazionale dei Trasporti
- Fiat 635F/532 Fiat CGE (Salerno)
- Fiat 635/555 CanSA Marelli (Ferrara 1938, 6 esemplari numerati 1 a 6)
- Fiat 635/565 Varesina Marelli (Ferrara 1941, 2 esemplari numerati 7 e 8)
- Fiat 635F/567 Varesina CGE (Salerno)
- Fiat 635F Varesina Ansaldo ISA (Genova, 1 esemplare sperimentale)
- Fiat 656F Fiat/Varesine CGE/Marelli (Roma 3 serie, 4033-4047 Fiat CGE(prototipi), 4065-4071Fiat Marelli(prototipi), 4073-4151 Varesine CGE)
- Fiat 656F/125 Cansa CGE Savigliano (Sanremo, 2 serie, una numerata 1-12, con allestimento urbano, ed una, numerata 31-36 con allestimento interurbano)
- Fiat 656F/125 Garavini CGE Savigliano (Napoli 5601-5604, poi 2261-2264)
- Fiat 656F/125 Cansa CGE (2 porte: Torino 1013-1014, Firenze 2001-2022, in parte ceduti a Verona)
- Fiat 656F/511 FIAT CGE (Livorno 35 esemplari numerati 1 a 35)
- Fiat 656F/551 Marelli (Anzio-Nettuno 1939, 4 semplari numerati 20-23, ceduti nel 1946 a Livorno e classificati 36-39)
- Fiat 656F/561 Fiat Materfer CGE (prototipo a Torino; altri ceduti dall'Italia alla Grecia, Pireo, per risarcimento di danni bellici)
- Fiat 656F/577 Marelli (Palermo)
- Fiat 668F Aerfer TIBB (Roma)
- Fiat 668F Cansa TIBB (Chieti, Genova: in parte ceduti a Rimini)
- Fiat 668F Piaggio Ansaldo (Genova)
- Fiat 668F/111 Stanga CGE (10,5 m, 2 porte: Venezia Mestre; 5 esemplari su 16 ceduti a Firenze)
- Fiat 668F/110 Stanga (Ancona 16 esemplari numerati 1 a 16 radiati nel 1983)
- Fiat 668F/111 Viberti TIBB (Torino-Chieri: filobus interurbani o filocorriere)
- Fiat 668F/112 Stanga TIBB (Bergamo 1950, 5 esemplari - Ancona - Chieti)
- Fiat 668F/122 Cansa CGE (Cagliari - Salerno - Avellino - Catania - Modena 1949: numerati da 11 a 14 e originariamente costruiti per la rete filoviaria di Catania).
- Fiat 668F/131 Cansa Marelli (Modena 1950: numerati da 15 a 26).
- Fiat 668F/131 Viberti Marelli (Livorno 1949, 12 esemplari numerati 44-55)
- Fiat 668F/141 Viberti Ansaldo (La Spezia)
- Fiat 672F/101 Varesina Breda (Milano)
- Fiat 672F/102 Garavini Breda (Napoli)
- Fiat 672F/111 Cansa TIBB (Genova)
- Fiat 672F/122 AVIS CGE (Napoli)
- Fiat 672F/122 Cansa CGE (Milano, Firenze, Roma, Napoli, Catania, Palermo)
- Fiat 672F/122 Casaro - CGE (Livorno 1947, 4 esemplari numerati 40-43)
- Fiat 672F/122 Off. Carmagnola - CGE (Roma, Salerno, Palermo)
- Fiat 672F/122 Stanga CGE (Venezia-Mestre)
- Fiat 672F/122 Viberti CGE (Milano)
- Fiat 672F/132 Cansa Marelli (Milano)
- Fiat 672F/132 IMAM Marelli (Napoli)
- Fiat 672F/133 Cansa Marelli (Roma)
- Fiat 672F/133 Stanga Marelli (Roma)
- Fiat 672F/135 AVIS Marelli CGE (Napoli)
- Fiat 672F/135 Garavini Marelli CGE (Napoli)
- Fiat 672F/135 OM CGE Marelli (Torino, Palermo)
- Fiat 672F/135 Stanga Marelli CGE (Venezia-Mestre)
- Fiat 672F/212 Cansa TIBB (Milano)
- Fiat 672F/212 Stanga TIBB (Trieste)
- Fiat 672F/224 Cansa CGE (Milano)
- Fiat 672F/224 IMAM CGE (Napoli)
- Fiat 672F/224 Viberti CGE (Firenze)
- Fiat 672F/225 Casaro CGE (Catania, Palermo)
- Fiat 672F/250 AVIS OCREN EPN-1 (Napoli)
- Fiat 2401 SCALL Marelli (Alessandria)
- Fiat 2401 FM Cansa Marelli (Livorno 1954, 4 esemplari numerati 56-59)
- Fiat 2401 Borsani Marelli (Alessandria)
- Fiat 2401 Cansa TIBB (10,5 metri, 2 porte: Parma, Ancona 5 esemplari numerati 17 a 21 radiati nel 1987)
- Fiat 2401 Cansa CGE (10,5 metri, 2 porte: Rimini)
- Fiat 2401 Cansa Marelli (Modena 1953: due esemplari numerati 27 e 28).
- Fiat 2404 Cansa TIBB (Ferrara)
- Fiat 2404 Menarini CGE (Perugia) 1 mezzo ceduto nel 1987 al Museo Nazionale dei Trasporti
- Fiat 2404 Menarini TIBB (Ferrara 1955, 1 unità Menarini TIBB - 1958, 2 esemplari Varesina TIBB - 1962, 6 esemplari Menarini TIBB)
- Fiat 2404 Dalla Via Marelli (Vicenza 1957: 6 esemplari numerati 57 a 57)
- Fiat 2405 AERFER VE 811 (Palermo, Catania [cedute a Salerno])
- Fiat 2405 Casaro CGE (Cagliari)
- Fiat 2405 Casaro TIBB (3 Porte: Verona, ceduti a Bari)
- Fiat 2405 Macchi CGE (18 metri: Bologna)
- Fiat 2405 Menarini TIBB (Carrara, Cremona)
- Fiat 2405 Stanga CGE (18 metri, 3 porte: Venezia Mestre)
- Fiat 2405 Stanga TIBB (18 metri, 3 porte: Verona)
- Fiat 2405 Viberti CGE (11 metri, 3 porte: Milano)
- Fiat 2405 Viberti CGE (18 metri: Bologna)
- Fiat 2411 Cansa CGE (11 metri, 2 porte: Modena 1959, numerati da 29 a 34 - Livorno 1958, 5 esemplari numerati 60-65, in parte ceduti a Modena nel 1974 (vetture n. 61, 62, 63, 65) e tornati a Livorno nel 1991 per essere preservati: due vetture 61 e 63 sono state riverniciate in toni biverde.
- Fiat 2411 Marelli (Livorno 1960, 7 esemplari numerati 66-71)
- Fiat 2411 Cansa TIBB (2 porte: Verona, ceduti a Bergamo, ceduti a Bologna, ceduti a Sanremo)
- Fiat 2411 Cansa Marelli (Livorno, Pisa [esemplare unico ceduto a Salerno])
- Fiat 2411 Menarini CGE (11 metri, 2 porte: Rimini)
- Fiat 2411 Menarini Marelli (11 metri, 2 porte: Modena, numerati da 35 a 41).
- Fiat 2411 Menarini TIBB (11 metri, 2 porte: Parma)
- Fiat 2411 Menarini CGE (Perugia)
- Fiat 2411 Viberti TIBB (2 porte: Verona, ceduti a Bari)
- Fiat 2411/1 Cansa CGE (11 metri, 3 porte: Verona, ceduti a Bergamo, Bologna, Salerno e Sanremo)
- Fiat 2472 Viberti Monotral CV 44 CGE (Catania)
- Fiat 2472 Viberti CGE (18 metri: Milano 1964, 55 esemplari numerati 581 a 635)
- Fiat 2470 Socimi CGE (12 metri Milano 1985, 20 esemplari numerati 901 a 920, ceduti alla EGGED di Ruse in Bulgaria)
- Fiat 2470 Socimi Ansaldo (12 metri Milano 1985, 50 esemplari numerati 921 a 970)
- Fiat 2480 Macchi AEG (Milano 1991, 32 esemplari numerati 101 a 132)

## Inbus
- Inbus F140 Breda Marelli (12 metri, 3 porte: Cagliari)

## Isotta Fraschini
- Isotta Fraschini TS 40

## Iveco
La denominazione dei filobus realizzati dalla Iveco si ricava anteponendo la cifra "2" ai corrispettivi modelli di autobus.
- Iveco 2470 Portesi CGE (Sanremo)
- Iveco 2471 Socimi 8833 (Modena 1986); dal 2000 l'equipaggiamento elettrico di trazione è stato completamente rifatto a cura della Albiero & Bocca di Pavia.
- Iveco 2471 Effeuno Viberti Ansaldo (prototipo a Milano)
- Iveco 2480 Socimi AEG (18 metri: Milano)

## Lancia
- Lancia Esatau Casaro CGE Tubocar F79 (12 metri, 3 assi: Atene)
- Lancia Esatau Piaggio Ansaldo (Genova, due esemplari poi ceduti alla filovia Ancona-Falconara)
- Lancia Esatau Stanga TIBB (Ancona-Falconara: esemplare unico)
- Lancia Esatau V11 Pistoiesi (11 metri, 2 assi: Firenze, poi ceduti in due lotti ad Atene)
- Lancia Esatau 101.02 Casaro Tubocar F49 CGE (11 metri: Roma, Salerno)
- Lancia Esatau 101.05 Menarini Monocar 1002 CGE (11 metri: Capua-Caserta-Maddaloni, in seguito ceduti ad Atene)

## Macchi
- Bussing Macchi CGE (3 porte, 2 assi: prototipo del 1958 a Cuneo)

## Mauri
- Mauri Bi-Bus (prototipo del 1981, bimodale 18 metri, 4 porte. Donato nel 1992 a Milano)
- Volvo-Mauri B59 Ansaldo (17 esemplari anni 1976/1978 per Rimini, accantonati a settembre 2009, 8 esemplari anni 1981/1982 per Cremona, radiati)

## Menarini
- Menarini 201LF TIBB (12 metri: Sanremo)
- Menarini 201/1LU Albiero&Bocca (prima TIBB) (12 metri, 3 porte: Ancona)
- Menarini 201/2LU Albiero&Bocca (prima TIBB) (12 metri, 3 porte: Ancona)
- Menarini 201/2LF TIBB (12 metri, 4 porte: Parma)

## Socimi (Iveco)
- Socimi 8833 (12 metri, 3 porte: Modena)
- Socimi 8843 (18 metri, 4 porte: Milano)
- Socimi 8839 (12 metri, 4 porte: Cagliari)
- Socimi 8845 (12 metri, 3-4 porte: Cagliari)
- Socimi 8820  (12 metri 4 porte   : Milano)